# Jeannot Sanavia
Jeannot Sanavia (* 19. August 1962 in Esch an der Alzette) ist ein luxemburgischer Komponist und Kontrabassist.

## Leben und Wirken
Jeannot Sanavia studierte am Konservatorium in Esch an der Alzette, am Königlichen Konservatorium Brüssel sowie am Konservatorium in Maastricht. Neben seiner Konzerttätigkeit – unter anderem mit den Solistes Européens Luxembourg – und der Komposition ist er Dozent für Kontrabass am Conservatoire de musique du Nord in Ettelbrück. Für seine Filmmusik zu Nuits d'Arabie wurde er 2007 mit dem Prix de la Sacem beim Luxemburger Filmpreis ausgezeichnet.

## Werke

### Filmmusik
- 1989: Terre rouge von Jani Thiltges
- 1991: Le pont rouge von Geneviève Mersch
- 1995: Edward J. Steichen von Claude Waringo
- 1998: Max et Bobo von Frédéric Fonteyne
- 1998: Stol von Claude Lahr
- 1999: Philippe Schneider, de Mann mat der Kamera von Tom Alesch
- 1999: Eine pornografische Beziehung (Une liaison pornographique) von Frédéric Fonteyne
- 2007: Nuits d'Arabie von Paul Kieffer
- 2007: Plein d'essence von Geneviève Mersch
- 2008: Bride Flight von Ben Sombogaart
- 2011: Tabu – Es ist die Seele ein Fremdes auf Erden von Christoph Stark
- 2012: D'Symmetrie vum Päiperlek von Paul Scheuer und Maisy Hausemer
- 2013: Post partum von Delphine Noels
- 2017: Alte Jungs (Rusty Boys) von Andy Bausch
- 2019: Lost in the 80s von Andy Bausch
- 2019: The Beast in the Jungle von Clara van Gool
- 2024: Zeichnen aus Protest (Draw for Change!) von Laura Nix
- 2025: USA: Demokratie unter Beschuss (Democracy Under Siege) von Laura Nix

### Orchester
- Hélice[3]
- Orchesterbegleitung für den Stummfilm Panzerkreuzer Potemkin von Sergei Michailowitsch Eisenstein